# Flemming og Berit
Flemming og Berit er en dansk komedieserie, produceret for TV 2 af Per Holst Film i 1994. Serien består af seks afsnit, er skrevet af Carl Erik Sørensen og instrueret af Lone Scherfig.
I serien følger vi ægteparret Flemming (Peter Schrøder) og Berit (Søs Egelind), der lever et kedeligt, almindeligt liv. Berit er på jagt efter en ny mand, der skal have store brune øjne, mens Flemming går konkurs med sit firma og bliver ansat i skattevæsenet og får Ruth (Kirsten Lehfeldt) som sekretær – til Berits tydelige irritation. Flemming og Berit har to børn på henholdsvis 10 og 12 år, som vi hører meget om gennem serien, men aldrig ser.

## Afsnit
1. Flemming og Berit på nye eventyr
2. Flemming og Berit kommer ud for en hel masse
3. Flemming og Berit i overhængende livsfare
4. Flemming og Berit på krigsstien
5. Flemming og Berit får det rigtigt skidt
6. Flemming og Berit flytter hjemmefra

Serien er en fortsættelse af Jul i den gamle trædemølle fra 1990.

## Medvirkende
- Peter Schrøder (Flemming)
- Søs Egelind (Berit)
- Kirsten Lehfeldt
- Tommy Kenter
- Lisbet Lundquist
- Waage Sandø
- Morten Suurballe
- Niels Olsen
- Thomas Mørk
- Jess Ingerslev
- Ditte Gråbøl